# Base dei Vicomagistri
La cosiddetta Base dei Vicomagistri è una base di epoca romana scolpita con un rilievo storico. Essa fa parte della collezione di antichità del Museo gregoriano profano, nei Musei Vaticani.

## Storia
Rinvenuta assieme alle lastre con scene storiche di età domizianea negli scavi sotto il palazzo della Cancelleria nel 1939, è alta 1 metro e 4 centimetri, per una lunghezza di circa cinque metri. È spezzata in alcuni frammenti che sono però stati ricomposti garantendo un notevole completezza dell'opera. 
La base, che doveva sostenere un altare o un gruppo di statue, ha un fregio figurativo delimitato in alto e in basso da motivi a baccelli e kyma lesbio. Vi è raffigurata una processione sacra, mentre il fregio dei lato brevi è perduto: solo agli angoli si leggono i resti di un pezzo di trono e di un camillo, forse il seguito della processione. 
In base ai dati stilistici si colloca questo rilievo alla prima età giulio-claudia, quando ebbe il maggior prestigio l'istituzione dei Vicomagistri: nella prima età tiberiana tra il 20 e il 40 d.C. circa.

## Descrizione
Il corteo ha alla testa due togati, uno con in mano un rotulus, l'altro un oggetto staccato, forse una patera. In secondo piano, a un rilievo bassissimo, si trovano tre littori. Tornando al primo piano, seguono due inservienti in tunica e tre trombettieri. Inizia poi il nutrito gruppo dei victimarii, con tre animali da sacrificare, bove, toro e vacca. Tra i personaggi si riconoscono quello che porta l'ascia, quello col martello (malleus) e quello col coltello, i tre strumenti del sacrificio. In secondo piano, dietro al primo animale, un inserviente porta in un vassoio una testa di montone, forse un'allusione a un sacrificio precedente, un piaculum, e un altro reca una situla. 
Il gruppo successivo è un corteo di togati, con un tibicen e un liricen. I personaggi in secondo piano hanno la testa laurata, mentre quelli che chiudono il corteo, in primo piano, sono magistrati con la toga e alti calcei ai piedi, vestiti analogamente alle due figure in testa al corteo. 
Restano le quattro figure in mezzo ai togati, che sono scalzi, con la tunica corta senza cinta e col capo coperto dal ricinium. Si tratta di pueri riciniati, cioè giovani che non hanno ancora assunto la toga virile. In tre delle teste superstiti si vede anche una corta barba. Questi personaggi hanno in mano un rotolo, statuette di Lari e una del genius Augusti.
L'interpretazione di tutta la scena è stata resa possibile dalle fonti e dai confronti con opere simili, come l'ara dei Vicomagistri, in Vaticano, o l'ara del Vicus Aesculeti al palazzo dei Conservatori. Si tratta evidentemente di una processione sacrificale, aperta da due magistri vici (entrati cioè in carica quell'anno) accompagnati dai littori che recano le insegne del loro (fittizio) potere.

## Stile
Lo stile del lungo fregio è particolarmente interessante per lo sforzo di unificare spazialmente tutto l'insieme, tramite l'accorta disposizione delle figure con collegamenti tra l'una e l'altra nelle pose e nei gesti, che accompagnano l'occhio dello spettatore.
I panneggi sono piuttosto convenzionali, così come le figure in secondo piano, mentre nei volti in altorilievo si cerca di individuare le fisionomia dei personaggi, con spunti veristici o "plebei". 